# Friends of Dean Martinez
Friends of Dean Martinez es una banda estadounidense de rock instrumental de Tucson, Arizona, compuesta por miembros de Calexico, Giant Sand y Naked Prey.

## Historia
La banda se formó en Tucson, Arizona, como un proyecto paralelo de varios miembros de Giant Sand, Calexico y Naked Prey. En 1995 lanzaron su primer álbum de estudio, The Shadow of Your Smile, mediante Sub Pop Records. Dos años después, en 1997, Sub Pop lanzó Retrograde, su segundo álbum.
Desde su formación, la banda ha contado con varias formaciones, se trasladó a Los Ángeles, California y actualmente residen en Austin, Texas. El trío incluye a Bill Elm en la guitarra y el órgano, Mike Semple como segundo guitarrista y Andrew Gerfers en la batería.
En 2010, Elm y el exmiembro del grupo Woody Jackson trabajaron en la banda sonora del videojuego western de Rockstar Games Red Dead Redemption.

## Discografía
- The Shadow of Your Smile (1995)
- Retrograde (1997)
- Atardecer (1999)
- A Place in the Sun (2000)
- Wichita Lineman (2001)
- Live At Club 2 (2001)
- On the Shore (2003)
- Under the Waves (2003)
- Random Harvest (2004)
- Lost Horizon (2005)
- Red Dead Redemption (2010)